# Ascidiacea
Асцидије (Ascidiacea, од  askos (гр.) - цев, кеса) су класа плашташа, углавном сесилних, мешколиких облика. Асцидије живе солитарно што је примитивна карактеристика целе групе.

## Морфологија
Поседују спољашњи омотач, плашт (tunica), на коме се налазе два отвора; терминално постављени ждрелни отвор и атријални (atrioporus) који је више постављен дорзално. Плашт штити и подупире тело, састоји се углавном од влакана туницина, угљеног хидрата сличног целулози.